# Lagothrix lagotricha
Lagotriche commun, singe laineux commun
Espèce
Statut de conservation UICN

 VU A3cd : Vulnérable
Statut CITES
Le lagotriche commun (Lagothrix lagotricha) est un singe du Nouveau Monde appartenant à la famille des Atelidae.

## Dénominations
L'espèce est appelée lagotriche commun,, singe laineux commun, ou encore lagotriche de Humboldt, en l'honneur du zoologiste Alexander von Humboldt qui l'a décrite pour la première fois en 1812.

## Description
C'est l'un des plus gros singe d'Amérique (corps mesurant environ 70 cm et queue de même longueur). Sa queue est dépourvue de face interne ce qui la rend totalement malléable.

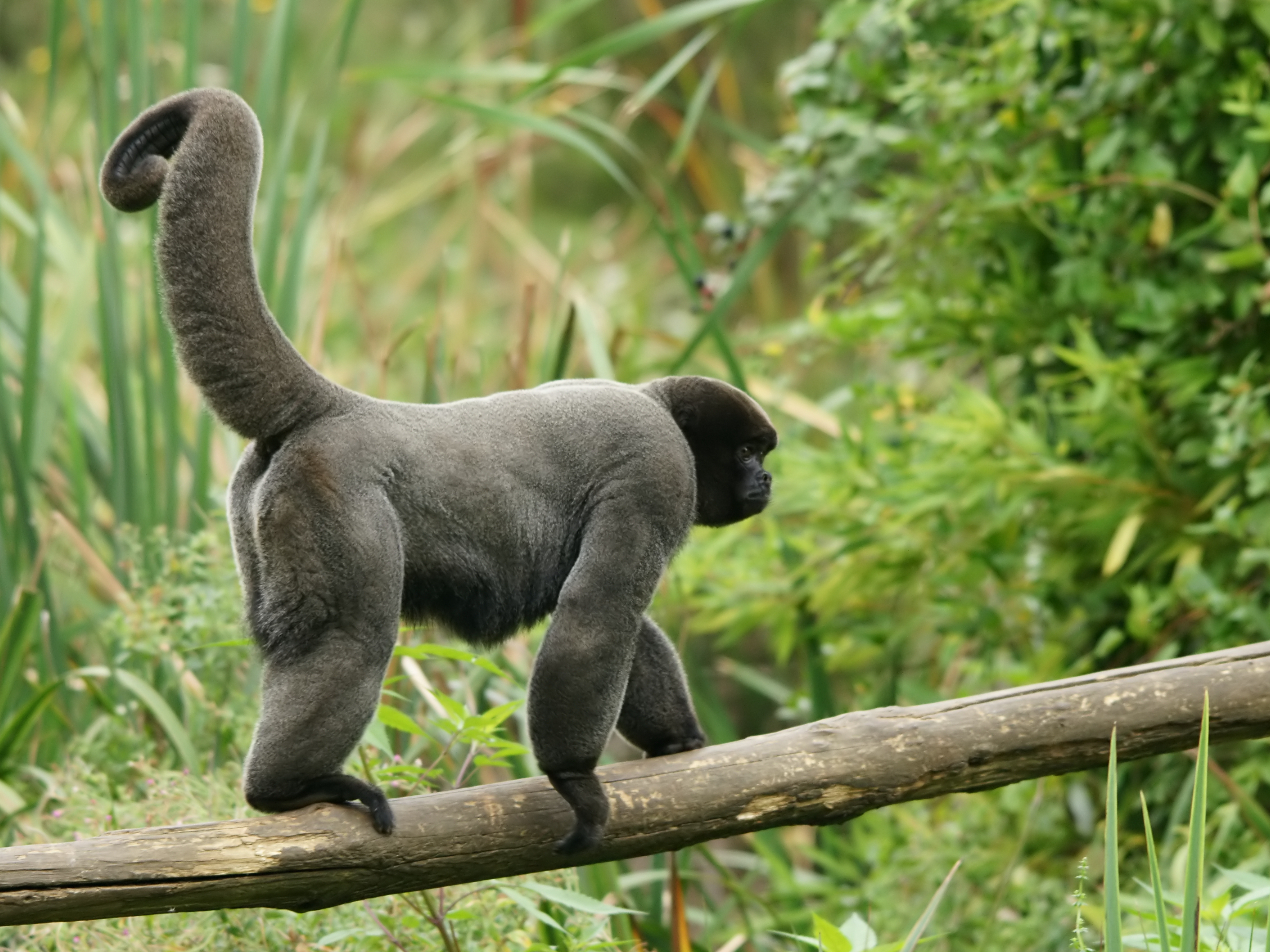
Lagotriche commun ou singe laineux commun, Vallée des singes (France), Romagne, Vienne

## Répartition et habitat
Il est présent en Colombie, en Équateur, au Pérou et au Brésil. Il vit dans la forêt primaire et secondaire.

## Comportement
Il vit en bande et se nourrit de plantes, fruit et sève d'arbre.

## Menaces et conservation

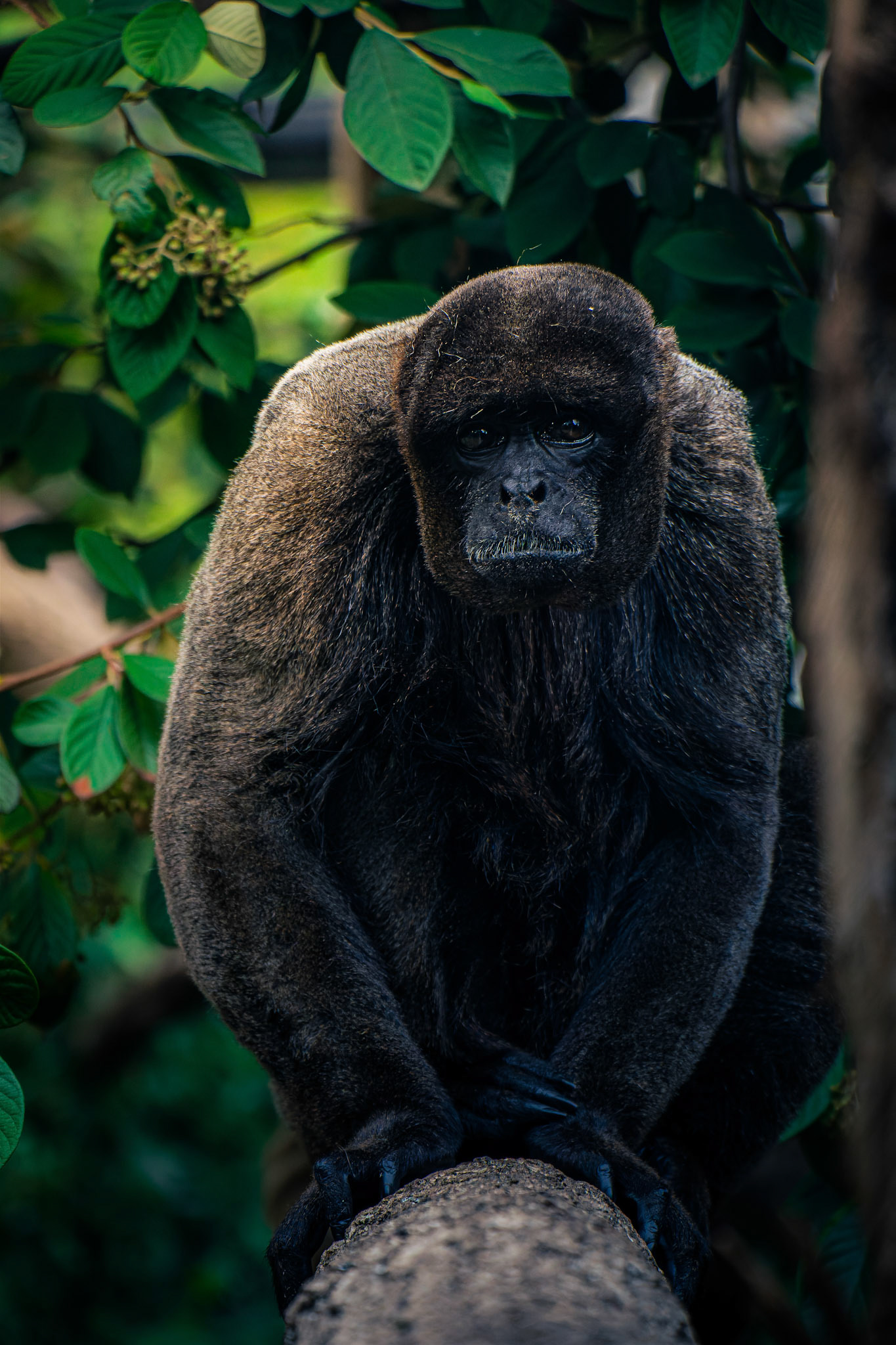
Un lagotriche commun au parc zoologique de Paris.

Les indiens d'Amérique du Sud le considèrent comme un gibier délicieux.
Au moins trois spécimens sont maintenus au parc zoologique de Paris.